# Campeonato Mundial de Judô Masculino de 1961
O Campeonato Mundial de Judô de 1961 foi a 3° edição do Campeonato Mundial de Judô, realizada em Paris, França, em 2 de dezembro de 1961.

## Países participantes
| - Japão - Países Baixos - Coreia do Sul |

## Medalhistas

### Homens
| Evento | Ouro          | Prata     | Bronze                    |
| ------ | ------------- | --------- | ------------------------- |
| Aberto | Anton Geesink | Koji Sone | Kim Tong-Pae Takeshi Koga |

### Quadro de Medalhas
| Ordem | País          | Medalha de ouro | Medalha de prata | Medalha de bronze | Total |
| ----- | ------------- | --------------- | ---------------- | ----------------- | ----- |
| 1     | Países Baixos | 1               | 0                | 0                 | 1     |
| 2     | Japão         | 0               | 1                | 1                 | 2     |
| 3     | Coreia do Sul | 0               | 0                | 1                 | 1     |